# Чежар'ї
Чежар'ї (словен. Čežarji) — поселення в общині Копер, Регіон Обално-крашка, Словенія. Висота над рівнем моря: 122,5 м.